# ماساتو كاواكتشي
ماساتو كاواگُتشي (باليابانية: 川口 正人) (18 يونيو 1981 في شيبويا في اليابان – )؛ هو لاعب كرة قدم ياباني سابق كان يلعب كمدافع.

## وصلات خارجية
- ماساتو كاواكتشي على موقع رابطة كرة القدم اليابانية للمحترفين (اليابانية)
- ماساتو كاواكتشي على موقع قاعدة بيانات كرة القدم.إي يو (الإنجليزية)
- ماساتو كاواكتشي على موقع عالم كرة القدم.نت (الإنجليزية)